# Зармайр
Зармайр Гайказуні (вірм. Զարմայր Հայկազունի) — 29-й цар Вірменії у 1192–1180 роках до н. е. з династії Гайкідів, син Оро. Зармайр разом із вірменським військом брав участь у Троянській війні на боці троянців.

## Правління
Батьком Зармайра був Оро (вірм. Հորո [Horo]), який правив у 1197–1194 роках до н. е. По його смерті Зармайр зійшов на вірменський престол.
За правління Зармайра вірменські війська взяли участь у Троянській війні на боці Пріама. Зармайр загинув під стінами Трої. Його смерть послужила причиною тривалих заворушень у Вірменії, яка не покладала сподівань на звільнення від ассирійської залежності.